# 都東縣
都東縣是汶萊的四个縣之一，北臨南中國海，東鄰馬來西亞砂拉越州林夢省，縣城為北干都東。該縣地理面積達1165平方公里，全縣人口（2006年）約為3.52萬人。
該縣下分8個鄉（巫金）。